# Zuiderpolder (Westerkwartier)
De Zuiderpolder is een voormalig waterschap in de provincie Groningen.
De polder was gelegen ten noorden van het Leekstermeer. De noordgrens werd gevormd door de weg (Hoofdstraat) van Lettelbert naar Midwolde. Aan de oostkant lag het waterschap de Cazemierpolder, die kort na 1910 zou worden toegevoegd aan de Zuiderpolder. De zuidgrens was de kade langs het meer en die langs de Groeve of Molenkanaal. Ten westen van het fietspad naar Leek lagen nog enkele percelen die afwaterden op de polder. Ook ten westen van het weg Pasop behoorde nog een gedeelte ter breedte van 400 m en dat de Hondenhoek werd genoemd, tot het waterschap. De polder waterde af tussen 20 maart en 1 november af op de Lettelbertermolenpolder. In de winter stond het gebied onder water. 
Waterstaatkundig gezien ligt het gebied sinds 1995 binnen dat van het waterschap Noorderzijlvest.